# 下郷羊雄
下郷 羊雄（しもざと よしお、1907年12月8日 - 1981年4月6日）は、名古屋市で活躍した、日本の前衛画家、写真家である。

## 略歴
- 1907年（明治40年） - 愛知県（現・名古屋市）に生まれる[2]。実家の千代倉本家は鳴海の旧家で、先祖には下里知足、下郷学海などの俳人がいる。
- 1928年（昭和3年） - 静岡高等学校中退[2]。
- 1937年（昭和12年）11月17日 - ナゴヤアバンガルドクラブを山中散生（やまなか　ちるう、1905年–1977年）、岡田徹、坂田稔らと結成[3]。
- 1938年（昭和13年）12月 - ナゴヤアバンガルドクラブ写真部の活動開始[3]。アンドレ・ブルトン・ポール・エリュアール編『シュルレアリスム簡約辞典』に作品「夜の験証」の図版が掲載される。(日本人では他に瀧口修造、瀧口綾子、山中散生、岡本太郎、大塚耕二などが掲載された[4]。)
- 1939年（昭和14年）2月17日 - ナゴヤ・フォトアバンガルドを坂田稔、山本悍右、田島二男らと結成[5]
- 1940年（昭和15年）3月10日 - 超現実主義写真集『メセム属』を刊行（自家出版）[5]
- 1981年（昭和56年） - 脳出血にて死去[6]。

## 代表作
- 超現実主義写真集「メセム属」MESEM 20 Photographies Surréalistes
  - 収録写真作品の撮影者は、下郷羊雄のほか、坂田稔、田島二男、佐野季雄、佐藤泰平、稲垣泰三[7]。
  - 日本の戦前に出版された唯一の「超現実主義写真集」[8]
  - 瀧口修造は、この写真集について高く評価している[9]。
  - この写真集の全体（表紙、写真作品（21点）、解説、例言、例言あとがき）の複写が、山田　諭・編『瑛九、下郷羊雄・レンズのアヴァンギャルド』（本の友社、2001年）の201ページから252ページに掲載されている。

## 下郷羊雄に関連する展覧会
- 『下郷羊雄に於ける前衛画の展開』、愛知県美術館、1963年[6]
- 『名古屋のフォト・アヴァンギャルド』、名古屋市美術館、1989年、担当学芸員は同美術館の竹葉丈[10]

## 参照・脚注
1. ↑  山田　諭・編『瑛九、下郷羊雄・レンズのアヴァンギャルド』（本の友社、2001年）・303ページおよび322ページ
2. 1 2  山田　諭・編『瑛九、下郷羊雄・レンズのアヴァンギャルド』（本の友社、2001年）・322ページ
3. 1 2  山田　諭・編『瑛九、下郷羊雄・レンズのアヴァンギャルド』（本の友社、2001年）・324ページ
4. ↑  『シュルレアリスム簡約辞典』アンドレ・ブルトン、ポール・エリュアール著、日本語版1971年江原順　訳　現代思潮新社ISBN 978-4329001504
5. 1 2  山田　諭・編『瑛九、下郷羊雄・レンズのアヴァンギャルド』（本の友社、2001年）・325ページ
6. 1 2  山田　諭・編『瑛九、下郷羊雄・レンズのアヴァンギャルド』（本の友社、2001年）・327ページ
7. ↑  山田　諭・編『瑛九、下郷羊雄・レンズのアヴァンギャルド』（本の友社、2001年）・202ページおよび223ページ
8. ↑  山田　諭・編『瑛九、下郷羊雄・レンズのアヴァンギャルド』（本の友社、2001年）・303ページ
9. ↑  瀧口修造「下郷羊雄編著『メセム属』に就て」（フォトタイムス第17巻第6号）また山田　諭・編『瑛九、下郷羊雄・レンズのアヴァンギャルド』（本の友社、2001年）・67ページおよび308～310ページ
10. ↑  同展展覧会カタログ（名古屋市美術館、1989年）・